# Petr Vlček
Petr Vlček (Praga, 18 ottobre 1973) è un ex calciatore ceco, di ruolo difensore.

## Palmarès

### Club

#### Competizioni nazionali
- Coppa della Repubblica Ceca: 1

Slavia Praga: 1998-1999